# Trischendamm

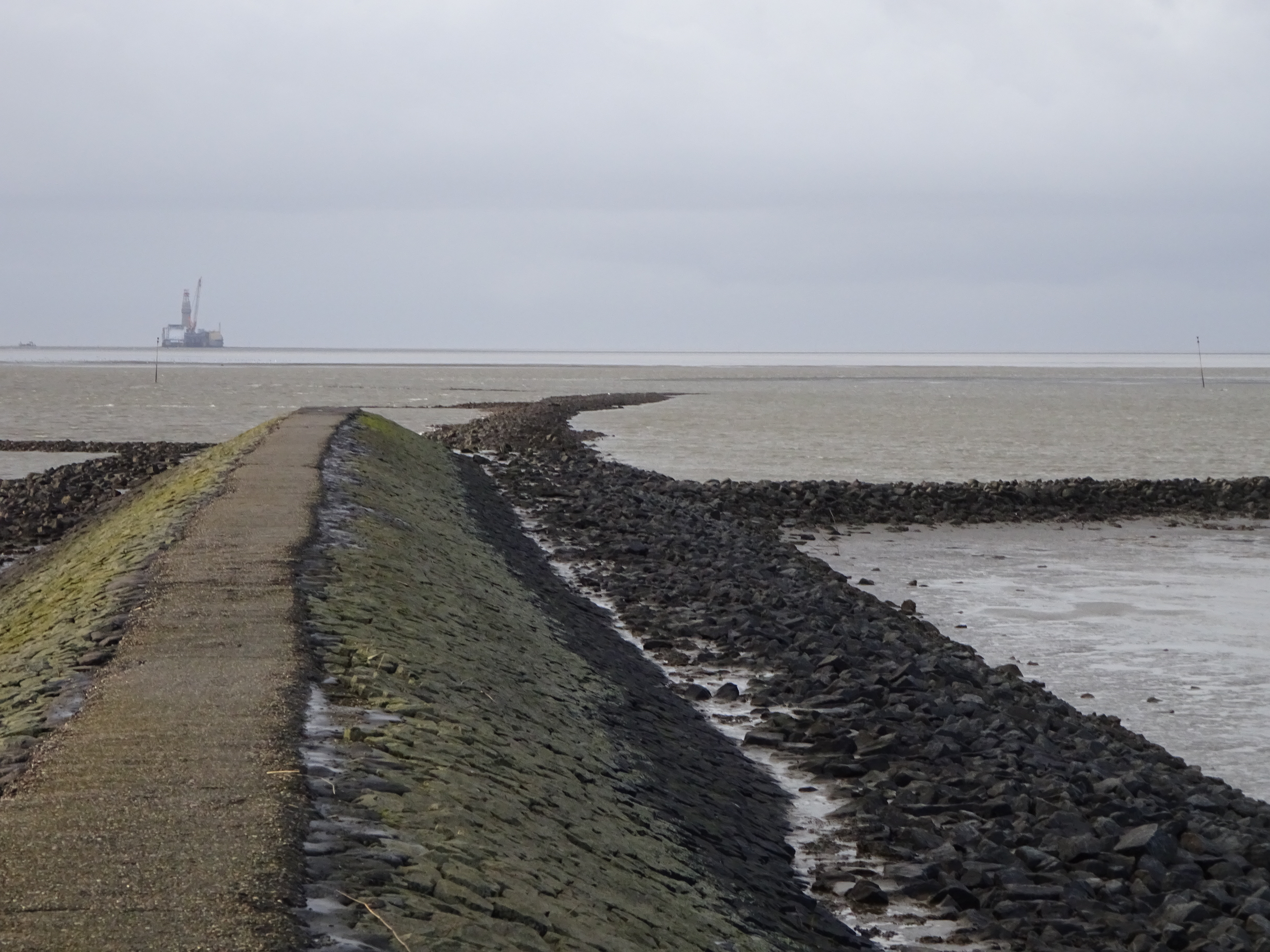
Trischendamm mit Blick auf die Ölplattform Mittelplate

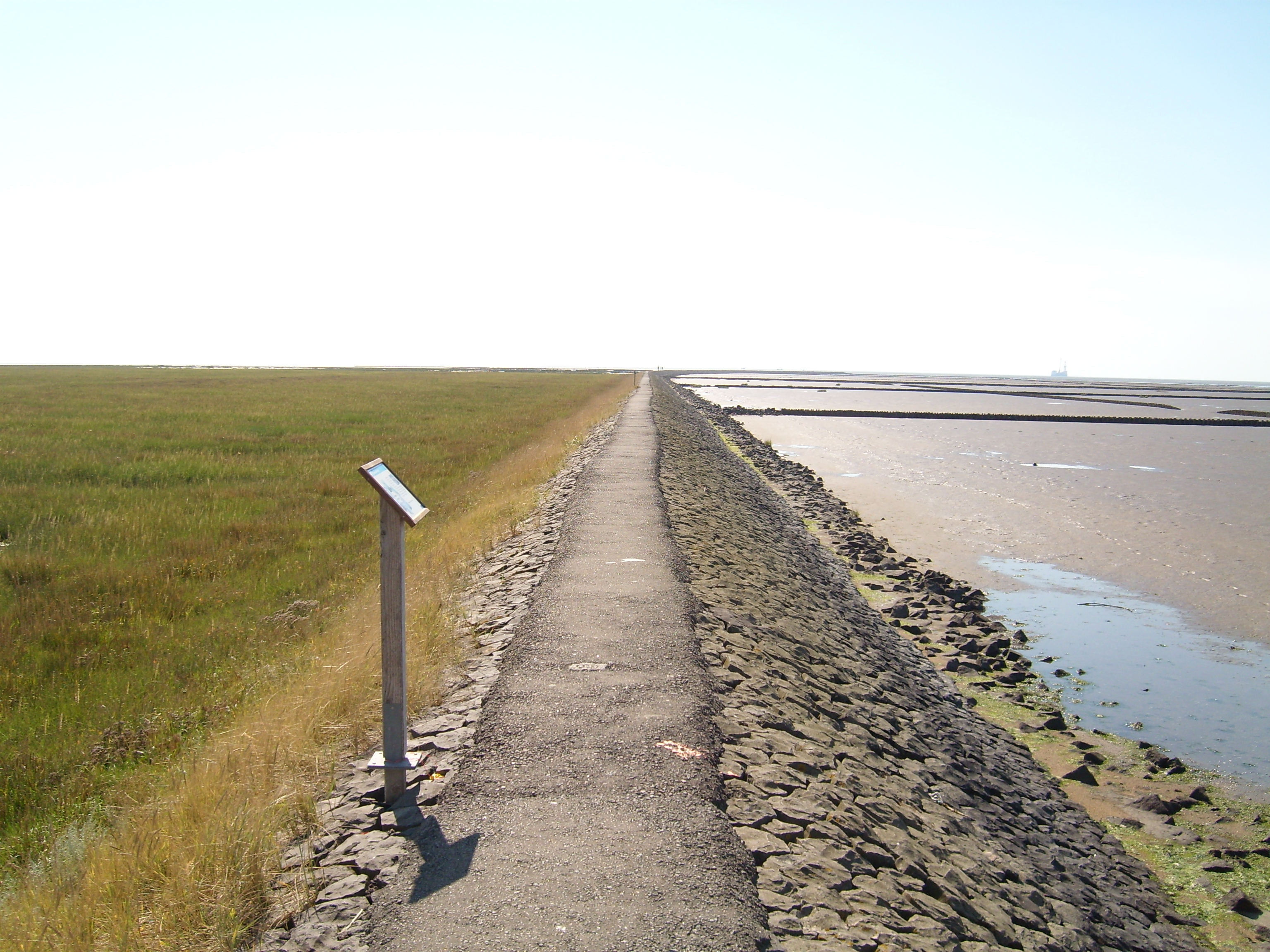
Trischendamm in Blickrichtung Meer

Der Trischendamm ist ein Küstenschutz-Bauwerk im Ortsteil Spitze der Gemeinde Friedrichskoog. Er wurde in den Jahren 1935/36 mit einer Länge von 2200 Metern (unter Einbeziehung der Vorarbeiten 2400 Meter) und einer Höhe von mindestens drei Metern über Normalhöhennull (NHN) erbaut. Daher ist er regelmäßig auch bei Hochwasser nutzbar, lediglich bei einem außergewöhnlich hohen Hochwasser, meist in Verbindung mit Wind, ist ein sicheres Begehen nicht mehr möglich, wenn der Damm dabei nicht ohnehin überschwemmt wird. Der Damm führt heute als Wanderweg durch Salzwiesen und Watt hinaus in die Nordsee.

## Vorgeschichte
Bei der im Jahr 1856 abgeschlossenen Eindeichung des Friedrichskooges wurde an dessen Südwestseite zur Sicherung des neuen Deiches eine 300 bis 600 Meter tiefe Teilfläche des „Alten Feldes“ als Deichvorland belassen und mit Buhnen und Lahnungen für die weitere Landgewinnung vorbereitet. Trotz aller Anstrengungen ging jedoch nördlich des Friedrichskooger Hafenpriels das Vorland insbesondere durch den teilweise parallel zum Deich verlaufenden „Altfelder Priel“ kontinuierlich verloren. Wie historische Luftaufnahmen erkennen lassen, hatte sich der Priel im Jahr 1935 bis auf etwa 30 m dem Deichfuß genähert und eine Tiefe von bis zu zehn Metern erreicht.

## Bauplanung
Bereits Ende der 1920er Jahre entwickelten die im Marschenverband Schleswig-Holstein zusammengefassten Deichverbände und die für den Küstenschutz zuständige preußische Verwaltung daher Alternativen, wie der Deich zu sichern sei. Unter anderem wurde in Erwägung gezogen, den Altfelder Priel zu durchdämmen und nach den Vorbildern von Hamburger Hallig, Nordstrand und Langeneß eine etwa 14 Kilometer lange, feste Verbindung zwischen dem Friedrichskoog und der am seeseitigen Rand des Wattrückens Marner Plate gelegenen Insel Trischen herzustellen; dort war in den Jahren 1922 bis 1925 der Trischenkoog eingedeicht worden. Im Jahr 1933 griff die Provinz Schleswig-Holstein diese (u. a. aufgrund der Weltwirtschaftskrise nicht realisierten) Überlegungen auch in Hinblick auf die von den Nationalsozialisten veranlassten Arbeitsbeschaffungsmaßnahmen wieder auf, zudem waren Maßnahmen zur Sicherung des Kooges dringlich geworden.
Zur Absicherung des Bauvorhabens und vor dem Hintergrund von starken Veränderungen im Wattenmeer ließ sie von der 1934 in Büsum gegründeten Forschungsstelle Westküste unter anderem Strömungsmessungen vornehmen. Diese ergaben, dass der Wattrücken im Ablauf der Gezeiten von Norden nach Süden bzw. in Richtung Elbe stark überströmt wurde. Daher wurde der Plan einer durchgängigen Verbindung zwischen Friedrichskoog und Trischenkoog fallen gelassen. Vorteilhafter erschien zur Absicherung des Friedrichskoogs der Bau eines buhnenartigen Dammes von etwa zweieinhalb bis drei Kilometern Länge, der die Strömungsverhältnisse nicht nachhaltig behindern sollte.

## Bauphase
Zur Umsetzung des skizzierten Bauvorhabens wurden im Jahr 1935 zunächst eine Brücke über den Altfelder Priel und eine Feldbahn für den Transport der Baumaterialien errichtet; insgesamt wurden für den Damm 16.000 Tonnen Steine eingesetzt.
Während der weiteren Arbeiten zeigte sich, dass der Priel bereits weit mächtiger als erwartet geworden war. Dieser hatte eine so hohe Strömungsgeschwindigkeit erreicht, dass die Steine, die man in ihn schüttete, vom Wasser mitgerissen wurden und erst weit entfernt zu Boden sanken. Daher musste mit der Strömung geschüttet werden, um den Damm erfolgreich zu schließen.
Noch während der Bauarbeiten stellte sich im Jahr 1936 heraus, dass, entgegen der Berechnungen, bereits ein relativ kurzer Damm die Strömungsverhältnisse im Watt massiv veränderte. Anscheinend wirkte sich dies auch nachteilig auf die Insel Trischen und den dortigen Koog aus; bei der Sturmflut am 18. Oktober 1936 brach der Deich des Trischenkoogs und die Insel drohte zu zerbrechen. Auch vor diesem Hintergrund beendete man den Bau bei der aktuellen Länge von 2200 Metern.
Nach dem Ende des Zweiten Weltkriegs wurden weitere Verbesserungen und Verstärkungen des Damms vorgenommen. Der Trischenkoog wurde nach Deichbrüchen in den Jahren 1930, 1936, 1940 und 1943 wieder aufgegeben; Trischen ist heute eine (überwiegend unbewohnte) Vogelinsel.

## Baufolgen
Wie erwartet, begann der Altfelder Priel zu verlanden, das Ziel der Sicherung des Friedrichskoogs war damit erreicht. Aufgrund des großen Tidenhubs dauerte es bis in die 1980er Jahre, bis auf der südlichen Seite des Trischendamms Salzwiesen entstanden. Von der Dammspitze sind die als Fahrwasser abgestackten Priele Puttschipploch und Krabbenloch (Zufahrt zum ehemaligen Hafen Friedrichskoog) zu erkennen.

## Heutiger Verlauf und Beschaffenheit

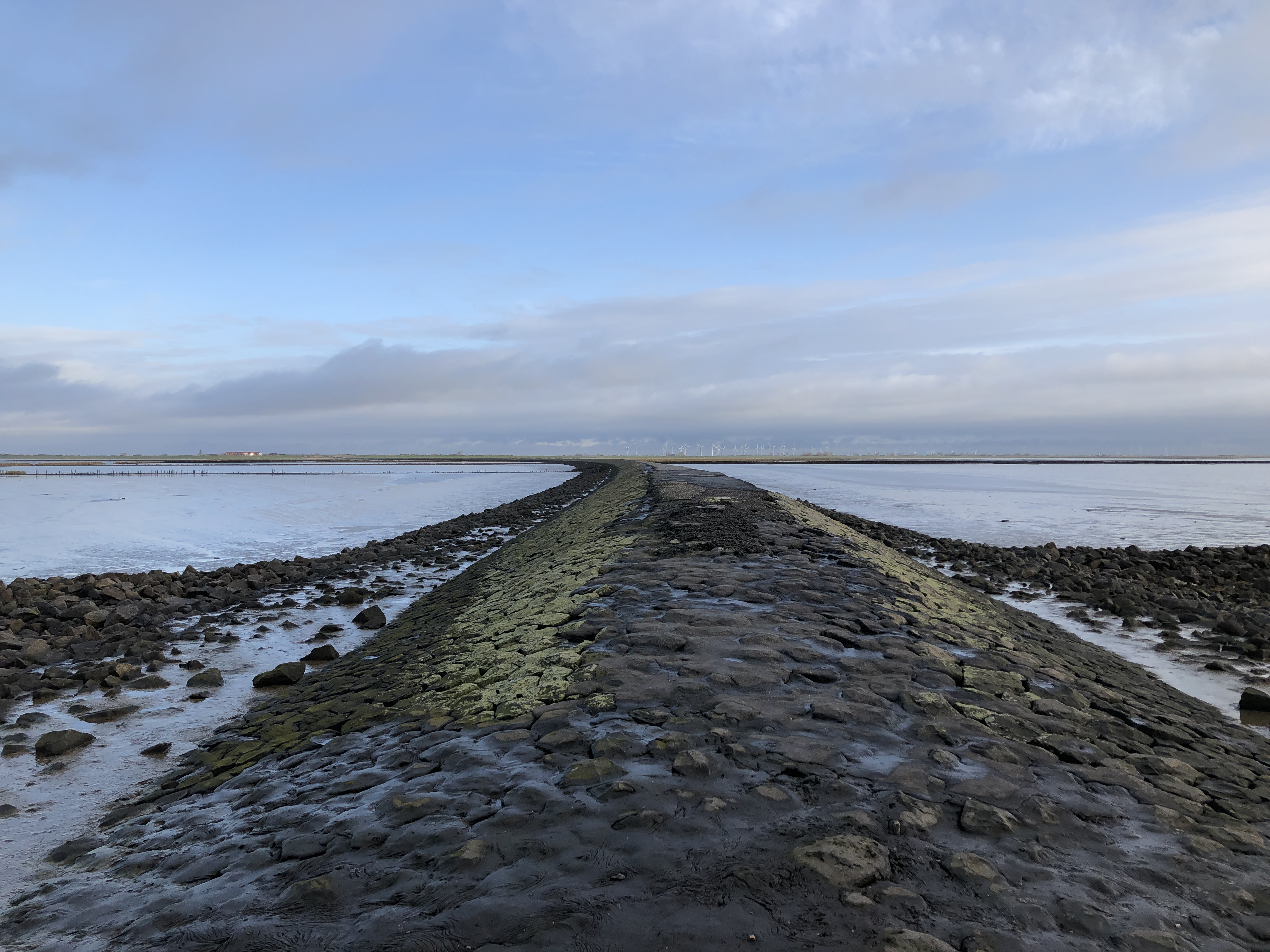
Die Spitze des Trischendamms in Blickrichtung Land

Der Damm führt von der Deichkrone erst einmal geradeaus und hat dabei in der Höhe zwei Stufen, um nach etwa 1100 m eine leichte Kurve nach rechts zu beschreiben. Am seeseitigen Ende ist bei Niedrigwasser erkennbar, dass für die Weiterführung schon Vorarbeiten erfolgt waren.
Die Außenseite des Dammes besteht aus großen Basaltblöcken. Im Jahr 1964 wurde die Krone des Trischendamms auf einer Länge von 2200 Metern asphaltiert, um einen spektakulären "Wanderweg" für das seit den 1950er Jahren touristisch aufstrebende Friedrichskoog zu schaffen. In den Damm sind alle 100 Meter Steine mit Entfernungsangaben eingelassen.
Insbesondere in den Wintermonaten leidet die Asphaltdecke bei Sturmfluten, teilweise fehlte diese jahrelang auch auf langen Abschnitten wie etwa während der 2000er-Jahre vom Kilometerstein 1,1 bis zum seeseitigen Dammende. Aktuell ist der Weg insbesondere zwischen den Kilometersteinen 0,9 bis 1,4 sehr uneben und teilweise löchrig (Stand Januar 2020), dennoch wird er touristisch genutzt. Entlang des Dammes befinden sich eine Reihe von Informationstafeln über das Wattenmeer, die jedoch über den Winter zum Schutz vor Zerstörung durch Sturmfluten abgebaut werden. Lag der Damm noch 1975 fast auf ganzer Strecke im Watt, so sind heute auf seiner Südseite (der von Land aus gesehen linken Seite) mehrere Hundert Meter Vorland gewachsen und auch auf der Nordseite sind die ersten diesbezüglichen Anzeichen deutlich erkennbar.

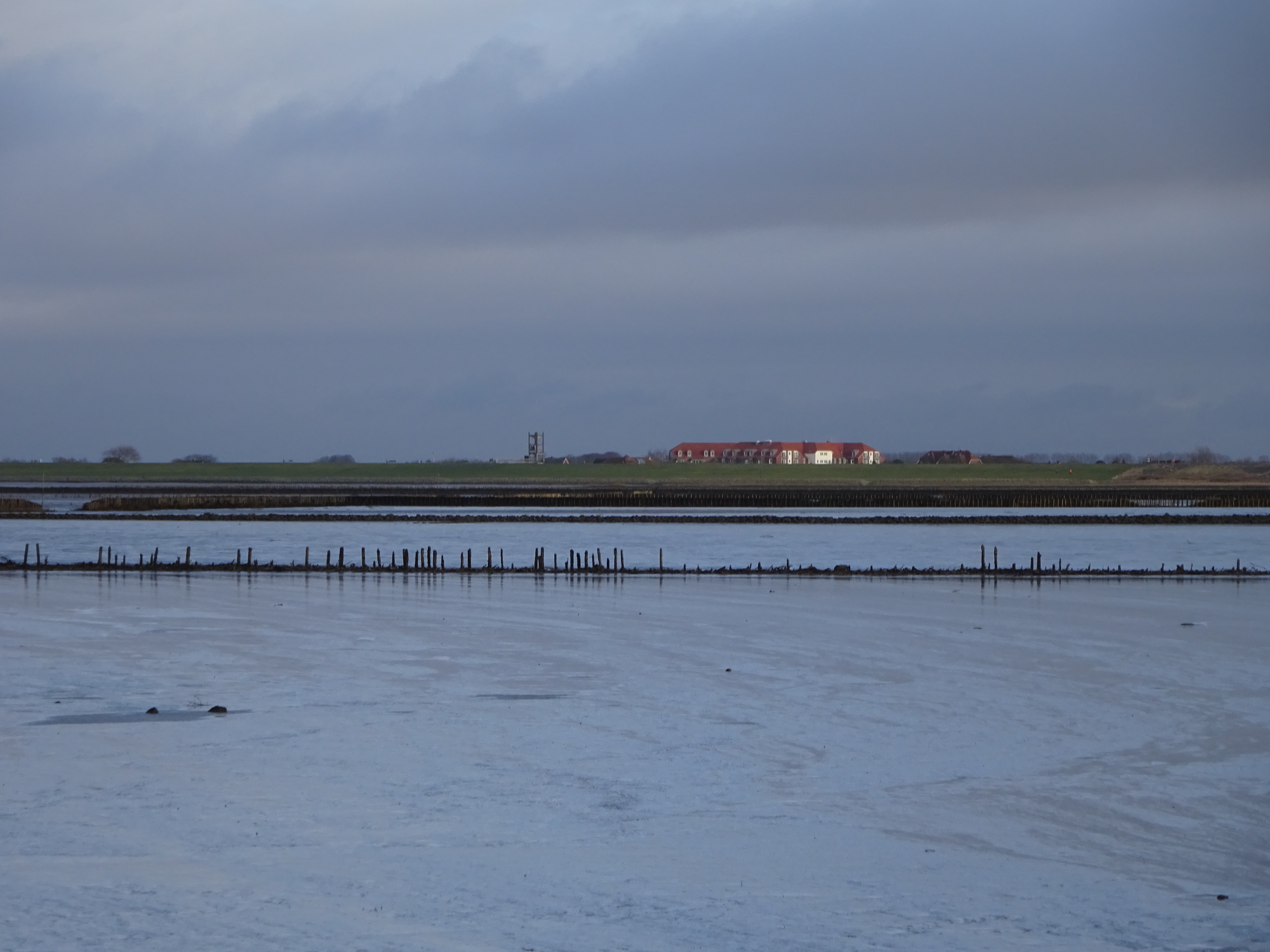
Blick auf Friedrichskoog-Spitze vom Trischendamm aus

Vom gesamten Damm aus herrschen – witterungsabhängig – gute bis sehr gute Sichtmöglichkeiten über die Elbmündung nach Cuxhaven und in der anderen Richtung bis Büsum. Mehr als zehn Kilometer hinter dem Ende des Dammes befindet sich die Ölförderplattform Mittelplate.

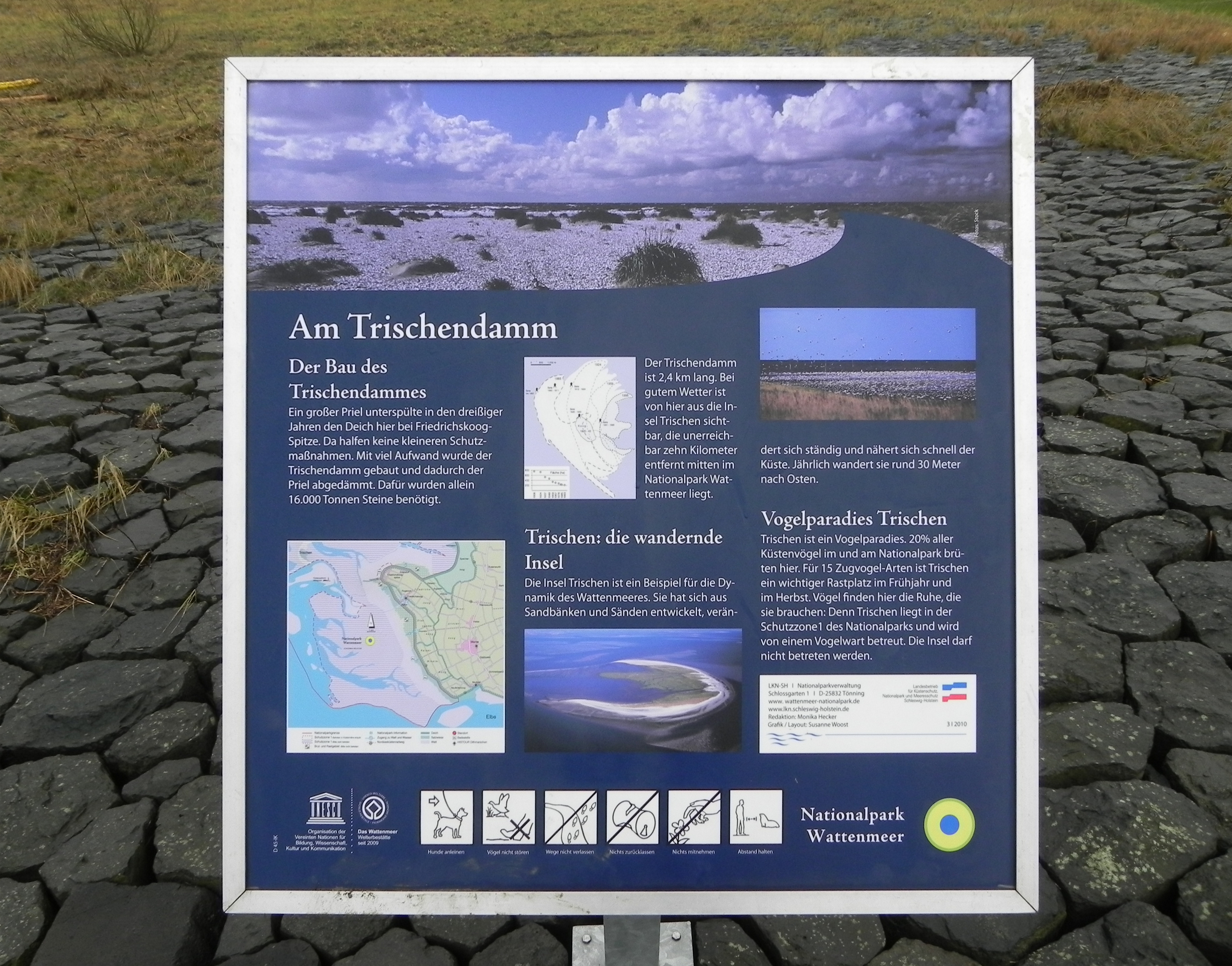
Hinweistafel am Trischendamm

## Touristische Ertüchtigung nach 2020
Nach 2020 wurden Planungen erstellt, die den Damm als touristisches Erkennungszeichen des Seebads Friedrichskoog-Spitze in den Blick nehmen. Eine nutzerfreundliche Aufwertung durch barrierefreie Zugänglichkeit wird angestrebt. Dies wird ergänzt durch Anbindung an einen Großparkplatz am Dammeingang und an eine Besucherterrasse am Deich sowie durch Ausgestaltung von Verweiloptionen und vom Wege abzweigende Stege. Der Fußweg auf der Krone des Damms wird auf 1,80 Meter verbreitert. Die Bauausführung ist für 2026 geplant, mit einer zweijährigen Bauzeit wird gerechnet.

## Kuriosität
An der Einmündung des Dammes in den Friedrichskooger Hauptdeich weist ein Schild auf eine Dammlänge von 2400 Metern hin. Ausweislich der Steine mit den Entfernungsangaben ist der Damm jedoch nur 2200 Meter lang, der letzte Entfernungsstein sitzt schon in der Schräge an der Spitze des Dammes. Die Diskrepanz der Längenangaben resultiert aus der Differenz zwischen fertig ausgebautem Damm (2200 Meter) und bereits erfolgten Vorarbeiten für das Fundament (weitere 200 Meter, bei Niedrigwasser noch erkennbar).

## Sonstiges

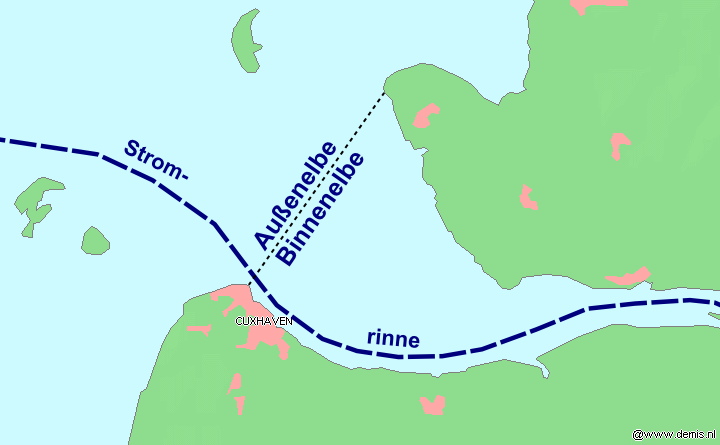
Ende der Binnenelbe und Beginn der Außenelbe

Einige hundert Meter südlich des Trischendamms befindet sich der Auslauf des 1972/73 gebauten Schöpfwerks Friedrichskoog-Spitze, das eine Pumpleistung von 2 × 300 l/s hat (Stand: Mai 2008) und ein Gebiet von 100 ha entwässert.
Die gedachte Linie zwischen der Kugelbake in Cuxhaven und dem Beginn des Trischendamms am Seedeich markiert das Ende der Binnenelbe und den Beginn der Außenelbe.